# Plogen (Königin-Maud-Land)
Der Plogen (norwegisch für Pflug) ist ein 898 m hoher Berg im ostantarktischen Königin-Maud-Land. In den Kraulbergen ragt er an der Südwestseite des Plogbreen auf. 
Wissenschaftler des Norwegischen Polarinstituts benannten ihn 1970 deskriptiv.